# Biclavigera praecanaria
Biclavigera praecanaria är en fjärilsart som beskrevs av Herrich-Schäffer 1854. Biclavigera praecanaria ingår i släktet Biclavigera och familjen mätare. Inga underarter finns listade i Catalogue of Life.